# Le Miroir
Le Miroir este o comună în departamentul Saône-et-Loire, Franța. În 2009 avea o populație de 557 de locuitori.

## Evoluția populației
| An        | 1975 | 1982 | 1990 | 1999 | 2006 | 2009 |
| --------- | ---- | ---- | ---- | ---- | ---- | ---- |
| Populație | 538  | 519  | 509  | 492  | 531  | 557  |